# Nothobranchius ocellatus
Nothobranchius ocellatus là một loài cá thuộc họ Aplocheilidae. Nó là loài đặc hữu của Tanzania.